# Scritture ad aria
Scritture ad aria è il singolo di Ennio Rega, pubblicato nel 2006 con un minicd contenente 
oltre al singolo, altri due brani e la traccia rom del Videoclip omonimo.

## Il disco
Trattasi di un minicd registrato tra Roma e Milano e missato da Marti Robertson al Meda Studios di Milano. Il Videoclip è stato realizzato a Roma dalla The Mob

## Tracce
1. Scritture ad aria
2. Così da lontano
3. Cara stai calma
4. Scritture ad aria videoclip

## Formazione
- Ennio Rega – voce - pianoforte
- Lutte Berg – chitarre
- Paolo Innarella – sassofono, flauti
- Luigi De Filippi – violino
- Denis Negroponte – fisarmonica
- Luca Pirozzi – basso
- Pietro Iodice – batteria